# Imperi de Kilwa
L'imperi de Kilwa és el nom donat a un suposat estat format al sud de Pèrsia per la família del bazràngides (també bazrangis o badhràngides), una dinastia local de les muntanyes de Pèrsia que governaven al temps dels arsàcides parts. Se suposa que van establir bases a Mazun i Suhar a Oman. Algunes informacions assenyalarien que es van estendre cap a la costa africana, però tot s'ha d'agafar amb molta cautela, ja que totes les informacions estan basades només en interpretacions de troballes arqueològiques i conjectures.